# Жени Вайс
Жени Обри Вайс (на френски: Jenny Aubry Weiss) е френски лекар и психоаналитик.

## Биография
Родена е на 8 октомври 1903 година в Париж, Франция, в семейство от горната средна класа с баща протестант и майка еврейка. Първоначално учи медицина и става асистент на Жорж Йойер. През 1928 г. се омъжва за Александре Рудинеско, от който има три деца. През 1952 г. се омъжва за втори път за Пиер Обри. Нейна дъщеря е Елизабет Рудинеско.
От 1939 г. е лекар в Института за надарени деца. В годините на Втората световна война тя наема голям брой еврейски персонал, както и приема много еврейски деца в института, за да ги спаси от концлагерите. За тези ѝ дейности през 1944 г. е наградена с медал на Съпротивата.
Запознава се с Анна Фройд през 1948 г. и започва психоанализа с Мишел Ченак, Саша Нахт и Жак Лакан. Вайс стартира изследователска програма с Джон Боулби за липсата на майчина грижа. След това заедно Мириам Давид наблюдава и установява аналитично лечение за деца от нейния департамент.
Умира на 28 януари 1987 година в Париж на 83-годишна възраст.

## Кратка библиография
- Roudinesco, Jenny, Trélat, Jean, and Trélat, M. (1949). Étude de quarante cas de dyslexie d'évolution. Enfance.
- Roudinesco, Jenny; David, Myriam; Nicolas, J.; et al. (1952). Réactions immédiates des jeunes enfantsà la séparation d'avec leur mère. Courrier du C.I.E.